# Ole Magnus Ekelund
Ole Magnus Ekelund (født 20. april 1980) er en norsk tidligere håndboldspiller.
Han har spillet for Runar IL, F.C. København Håndbold og Drammen Håndballklubb.